# 松山空襲

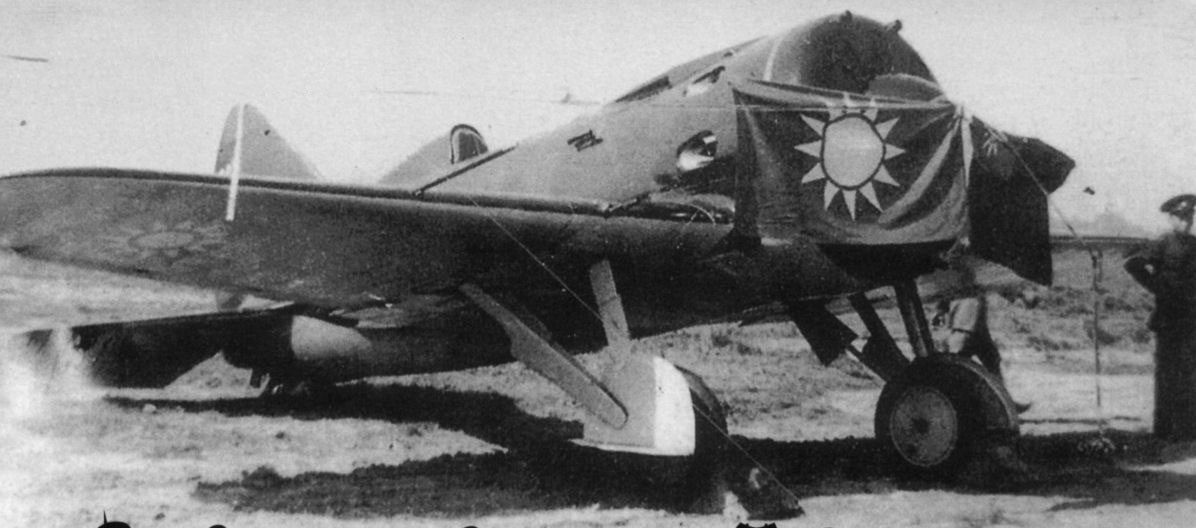
蘇聯航空志愿队I-16戰鬥機

松山空襲發生於中國抗日戰爭期間，為中華民國首度對台灣轟炸的事件，也是日本所面臨到的第一次領土被轟炸事件。
空襲自臺灣當地時間1938年2月23日早上11點5分開始，行動內容即是對日屬臺灣臺北飛行場實施的空中攻擊，選在這天發動攻擊是因為這天是蘇聯紅軍節。由蘇聯航空志願隊以中華民國空軍的名義執行，並且在蘇聯飛機漆上代表中華民國空軍的青天白日徽，但由於戰後中華民國與蘇聯因冷戰而決裂，這個歷史事件與蘇聯航空志願隊一同被大多數史料所忽略、淡忘。蘇聯志願航空隊指揮官雷恰戈夫少校策劃了這次攻擊行動，並由轟炸大隊長費多爾·波雷寧上尉負責執行轟炸任務。

## 緣由
抗日戰爭爆發後，日軍打下南京，國民政府遷都武漢。1938年2月初，駐守武漢的中華民國空軍司令部發現一個重要的情報，日本海軍航空隊在台灣的松山機場附近建立極大的軍事基地，可持續補充物資幫助日軍拿下武漢，並且正在组装从意大利得到的BR.20轟炸機，空軍司令部將此情報分享給蘇聯志願航空隊，並希望雙方能合作、共同派飛機奇襲松山。
2月22日，蘇聯志願航空隊的指揮官雷恰戈夫少校和政治委員列托夫抵達漢口。他們指示當時的轟炸機大隊長費多爾·波雷寧上尉率領部隊空襲松山，並預定與駐南昌的12架中國轟炸機部隊一起行動，返航時在福州降落加油，再回武漢。

## 作戰經過
原本預定由兩隊同時進行行動，一隊是駐在南昌機場的12架SB轟炸機，由中蘇混合編隊；另一隊為駐在漢口機場的28架SB轟炸機，均由蘇聯飛行員駕駛，南昌出發的機隊由於領航員計算錯誤、偏離航線不得不返航，其中一架轟炸機在返航時誤降落到湖中而造成機組員罹難，任務由漢口的28架編隊單獨進行。由於距離超越了護航戰鬥機的航程，此次轟炸行動並無戰鬥機護航，且飛行員必須在5500公尺高空低溫缺氧的環境飛行以節省燃料。高度飛行的戰術同時也避開了日軍的警戒，日本的戰機來不及起飛，轟炸行動幾乎沒受到阻礙，在順利完成投彈後，編隊返航先降落在福州機場補充油料後，才回到漢口。
臺灣全島防空警報於當地時間當日下午3點42分解除。

## 作戰結果
根據中蘇估計，此次行動共投彈280枚，炸毀敵機40餘架、兵營10座、機庫3座，擊沉擊傷船隻多艘，松山機場完全陷入癱瘓。但是日本海軍提報給內閣的損失則是損失輕微，僅有少數居民遭波及。
根據俄羅斯出版的歷史傳記─「日俄戰爭1904｜1945」，此戰役當時在國際社會造成很大反應，日本政府在事件發生後將臺灣總督撤職，松山機場的大部分人員移送法辦、機場指揮官甚至切腹。
國立成功大學研究員張幸真認為，此次轟炸以宣示性為主，主要目標是告訴日軍，中華民國在蘇聯支援下，已經有能力跨海轟炸日本領土。
此次轟炸是台灣的第一次，也是日本所面臨到的第一次領土被轟炸事件，台灣開始進入戰爭警備狀態，並開始加強對臺灣地區的防空戒備。